# 天津大陆银行大楼
天津大陆银行大楼位于天津市和平区哈尔滨道68号，是原北四行中的大陆银行在中国天津建造的总行大楼。该总行开设于1919年，并于1921年建成。作为天津租界时代留存下来的重要建筑之一，该建筑目前是重点保护等级历史风貌建筑和天津市文物保护单位。

## 建筑
天津大陆银行大楼建筑面积5千平方米，为三层砖混结构，由基泰工程司设计而成，为古城堡式建筑，并设有方形门、窗。主入口位于哈尔滨道和黑龙江路交口处西北转角，入口门楣处仍保存有“大陆银行”四字。入口上方原有凉亭，在地震中损毁，至今未修复。

## 内部链接
- 大陆银行
- 大陆银行仓库